# Seznam dílů seriálu Vlčí mládě
Toto je seznam dílů seriálu Vlčí mládě. Americký dramatický televizní seriál pro mládež Vlčí mládě vysílala premiérově americká televize MTV od 5. června 2011 do 24. září 2017. Šestá řada ohlášená na podzim roku 2016 byla poslední řadou seriálu a dovršila celkový počet dílů na 100. V českém znění seriál vysílala od roku 2012 do roku 2016 stanice AXN.

## Přehled řad
| Řada | Díly | Premiéra v USA     | Premiéra v USA  | Premiéra v ČR     | Premiéra v ČR     |
| Řada | Díly | První díl          | Poslední díl    | První díl         | Poslední díl      |
| ---- | ---- | ------------------ | --------------- | ----------------- | ----------------- |
| 1    | 12   | 5. června 2011     | 15. srpna 2011  | 1. června 2012    | 17. srpna 2012    |
| 2    | 12   | 3. června 2012     | 13. srpna 2012  | 12. října 2013    | 24. prosince 2013 |
| 3    | 12   | 5. června 2013     | 19. srpna 2013  | 10. června 2014   | 15. července 2014 |
| 3    | 12   | 6. ledna 2014      | 24. března 2014 | 22. července 2014 | 26. srpna 2014    |
| 4    | 12   | 23. června 2014    | 8. září 2014    | 17. června 2015   | 22. července 2015 |
| 5    | 10   | 29. června 2015    | 24. srpna 2015  | 14. července 2016 | 27. července 2016 |
| 5    | 10   | 5. ledna 2016      | 8. března 2016  | 28. července 2016 | 10. srpna 2016    |
| 6    | 10   | 15. listopadu 2016 | 31. ledna 2017  | vysíláno          | vysíláno          |
| 6    | 10   | 30. července 2017  | 24. září 2017   | vysíláno          | vysíláno          |

## Seznam dílů

### První řada (2011)
| Č. v seriálu | Č. v řadě | Původní název               | Český název      | Režie           | Scénář                                  | Premiéra v USA    | Premiéra v ČR (AXN) |
| ------------ | --------- | --------------------------- | ---------------- | --------------- | --------------------------------------- | ----------------- | ------------------- |
| 1            | 1         | Wolf Moon                   | Úplněk           | Russell Mulcahy | Jeff Davis, Jeph Loeb a Matthew Weisman | 5. června 2011    | 1. června 2012      |
| 2            | 2         | Second Chance at First Line | Druhá šance      | Russell Mulcahy | Jeff Davis                              | 6. června 2011    | 8. června 2012      |
| 3            | 3         | Pack Mentality              | Zvyklosti smečky | Russell Mulcahy | Jeff Vlaming                            | 13. června 2011   | 15. června 2012     |
| 4            | 4         | Magic Bullet                | Magický náboj    | Toby Wilkins    | Daniel Sinclair                         | 20. června 2011   | 22. června 2012     |
| 5            | 5         | The Tell                    | Poznám kdy lžeš  | Toby Wilkins    | Monica Macer                            | 27. června 2011   | 29. června 2012     |
| 6            | 6         | Heart Monitor               | Rytmus srdce     | Toby Wilkins    | Daniel Sinclair                         | 4. července 2011  | 6. července 2012    |
| 7            | 7         | Night School                | Noční škola      | Tim Andrew      | Jeff Vlaming                            | 11. července 2011 | 13. července 2012   |
| 8            | 8         | Lunatic                     | Úplněk           | Tim Andrew      | Monica Macer                            | 18. července 2011 | 20. července 2012   |
| 9            | 9         | Wolf's Bane                 | Vlčí mor         | Tim Andrew      | Jonathon Roessler                       | 25. července 2011 | 27. července 2012   |
| 10           | 10        | Co-Captain                  | Druhý kapitán    | Russell Mulcahy | Jeff Vlaming                            | 1. srpna 2011     | 3. srpna 2012       |
| 11           | 11        | Formality                   | Ples             | Russell Mulcahy | Monica Macer                            | 8. srpna 2011     | 10. srpna 2012      |
| 12           | 12        | Code Breaker                | Zákony lovce     | Russell Mulcahy | Jeff Davis                              | 15. srpna 2011    | 17. srpna 2012      |

### Druhá řada (2012)
| Č. v seriálu | Č. v řadě | Původní název | Český název       | Režie                        | Scénář                     | Premiéra v USA    | Premiéra v ČR (AXN) |
| ------------ | --------- | ------------- | ----------------- | ---------------------------- | -------------------------- | ----------------- | ------------------- |
| 13           | 1         | Omega         | Omega             | Russell Mulcahy              | Jeff Davis                 | 3. června 2012    | 12. října 2013      |
| 14           | 2         | Shape Shifted | Změna tvaru       | Russell Mulcahy              | Andrew Cochran             | 4. června 2012    | 19. října 2013      |
| 15           | 3         | Ice Pick      | Ledová volba      | Tim Andrew                   | Luke Passmore              | 11. června 2012   | 26. října 2013      |
| 16           | 4         | Abomination   | Zrůda             | Tim Andrew                   | Christian Taylor           | 18. června 2012   | 2. listopadu 2013   |
| 17           | 5         | Venomous      | Jako jed          | Tim Andrew                   | Nick Antosca a Ned Vizzini | 25. června 2012   | 9. listopadu 2013   |
| 18           | 6         | Frenemy       | Nebezpečný přítel | Russell Mulcahy              | Jeff Davis                 | 2. července 2012  | 16. listopadu 2013  |
| 19           | 7         | Restraint     | Překážka          | Russell Mulcahy              | Nick Antosca a Ned Vizzini | 9. července 2012  | 23. listopadu 2013  |
| 20           | 8         | Raving        | Párty             | Russell Mulcahy              | Jeff Davis                 | 16. července 2012 | 30. listopadu 2013  |
| 21           | 9         | Party Guessed | Oslava            | Tim Andrew                   | Jeff Davis                 | 23. července 2012 | 7. prosince 2013    |
| 22           | 10        | Fury          | Fúrie             | Tim Andrew                   | Jeff Davis                 | 30. července 2012 | 10. prosince 2013   |
| 23           | 11        | Battlefield   | Válečné pole      | Tim Andrew                   | Jeff Davis                 | 6. srpna 2012     | 17. prosince 2013   |
| 24           | 12        | Master Plan   | Mistrovský plán   | Russell Mulcahy a Tim Andrew | Jeff Davis                 | 13. srpna 2012    | 24. prosince 2013   |

### Třetí řada (2013–2014)

#### První část (2013)
| Č. v seriálu | Č. v řadě | Původní název              | Český název                      | Režie            | Scénář                       | Premiéra v USA    | Premiéra v ČR (AXN) |
| ------------ | --------- | -------------------------- | -------------------------------- | ---------------- | ---------------------------- | ----------------- | ------------------- |
| 25           | 1         | Tattoo                     | Tetování                         | Russell Mulcahy  | Jeff Davis                   | 3. června 2013    | 10. června 2014     |
| 26           | 2         | Chaos Rising               | Chaos se stupňuje                | Russell Mulcahy  | Jeff Davis                   | 10. června 2013   | 10. června 2014     |
| 27           | 3         | Fireflies                  | Světlušky                        | Tim Andrew       | Lucas Sussman                | 17. června 2013   | 17. června 2014     |
| 28           | 4         | Unleashed                  | Rozpoutané zlo                   | Tim Andrew       | Alyssa Clark a Jesec Griffin | 24. června 2013   | 17. června 2014     |
| 29           | 5         | Frayed                     | Rozpolcený                       | Robert Hall      | Angela L. Harvey             | 1. července 2013  | 24. června 2014     |
| 30           | 6         | Motel California           | Motel California                 | Christian Taylor | Christian Taylor             | 8. července 2013  | 24. června 2014     |
| 31           | 7         | Currents                   | Proudy                           | Russell Mulcahy  | Jeff Davis                   | 15. července 2013 | 1. července 2014    |
| 32           | 8         | Visionary                  | Snílek                           | Russell Mulcahy  | Jeff Davis                   | 22. července 2013 | 1. července 2014    |
| 33           | 9         | The Girl Who Knew Too Much | Dívka, která věděla příliš mnoho | Tim Andrew       | Jeff Davis                   | 29. července 2013 | 8. července 2014    |
| 34           | 10        | The Overlooked             | Přehlížený                       | Russell Mulcahy  | Jeff Davis                   | 5. srpna 2013     | 8. července 2014    |
| 35           | 11        | Alpha Pact                 | Úmluva alf                       | Tim Andrew       | Jeff Davis                   | 12. srpna 2013    | 15. července 2014   |

#### Druhá část (2014)
| Č. v seriálu | Č. v řadě | Původní název        | Český název          | Režie             | Scénář               | Premiéra v USA  | Premiéra v ČR (AXN) |
| ------------ | --------- | -------------------- | -------------------- | ----------------- | -------------------- | --------------- | ------------------- |
| 36           | 12        | Lunar Ellipse        | Zatmění Měsíce       | Russell Mulcahy   | Jeff Davis           | 19. srpna 2013  | 15. července 2014   |
| 37           | 13        | Anchors              | Opory                | Russell Mulcahy   | Jeff Davis           | 6. ledna 2014   | 22. července 2014   |
| 38           | 14        | More Bad Than Good   | Víc škody než užitku | Tim Andrew        | Jeff Davis           | 13. ledna 2014  | 22. července 2014   |
| 39           | 15        | Galvanize            | Elektrický šok       | Robert Hall       | Eoghan O'Donnell     | 20. ledna 2014  | 29. července 2014   |
| 40           | 16        | Illuminated          | Osvětlení            | Russell Mulcahy   | Alyssa Clark         | 27. ledna 2014  | 29. července 2014   |
| 41           | 17        | Silverfinger         | Stříbrný prst        | Jennifer Lynchová | Moira McMahon Leeper | 3. února 2014   | 5. srpna 2014       |
| 42           | 18        | Riddled              | Uhádán               | Tim Andrew        | Christian Taylor     | 10. února 2014  | 5. srpna 2014       |
| 43           | 19        | Letharia Vulpina     | Letharia Vulpina     | Russell Mulcahy   | Jeff Davis           | 17. února 2014  | 12. srpna 2014      |
| 44           | 20        | Echo House           | Dům ozvěn            | Tim Andrew        | Jeff Davis           | 24. února 2014  | 12. srpna 2014      |
| 45           | 21        | The Fox and the Wolf | Liška a vlk          | Tim Andrew        | Ian Stokes           | 3. března 2014  | 19. srpna 2014      |
| 46           | 22        | De-Void              | Z prázdnoty          | Christian Taylor  | Jeff Davis           | 10. března 2014 | 19. srpna 2014      |
| 47           | 23        | Insatiable           | Nenasytný            | Tim Andrew        | Jeff Davis           | 17. března 2014 | 26. srpna 2014      |
| 48           | 24        | The Divine Move      | Božský tah           | Russell Mulcahy   | Jeff Davis           | 24. března 2014 | 26. srpna 2014      |

### Čtvrtá řada (2014)
| Č. v seriálu | Č. v řadě | Původní název         | Český název      | Režie             | Scénář                  | Premiéra v USA    | Premiéra v ČR (AXN) |
| ------------ | --------- | --------------------- | ---------------- | ----------------- | ----------------------- | ----------------- | ------------------- |
| 49           | 1         | The Dark Moon         | Novoluní         | Russell Mulcahy   | Jeff Davis              | 23. června 2014   | 17. června 2015     |
| 50           | 2         | 117                   | 117              | Christian Taylor  | Eoghan O'Donnell        | 30. června 2014   | 17. června 2015     |
| 51           | 3         | Muted                 | Němý             | Tim Andrew        | Alyssa Clark            | 7. července 2014  | 24. června 2015     |
| 52           | 4         | The Benefactor        | Mecenáš          | Russell Mulcahy   | Jeff Davis a Ian Stokes | 14. července 2014 | 24. června 2015     |
| 53           | 5         | I.E.D.                | Lidská bomba     | Jennifer Lynchová | Angela L. Harvey        | 21. července 2014 | 1. července 2015    |
| 54           | 6         | Orphaned              | Sirotci          | Russell Mulcahy   | Jeff Davis              | 28. července 2014 | 1. července 2015    |
| 55           | 7         | Weaponized            | Biologická zbraň | Tim Andrew        | Alyssa Clark            | 4. srpna 2014     | 8. července 2015    |
| 56           | 8         | Time of Death         | Doba smrti       | Jann Turner       | Angela L. Harvey        | 11. srpna 2014    | 8. července 2015    |
| 57           | 9         | Perishable            | Pomíjivé         | Jennifer Lynchová | Eric Wallace            | 18. srpna 2014    | 15. července 2015   |
| 58           | 10        | Monstrous             | Zrůdy            | J. D. Taylor      | Jeff Davis a Ian Stokes | 24. srpna 2014    | 15. července 2015   |
| 59           | 11        | A Promise to the Dead | Slib mrtvým      | Tim Andrew        | Jeff Davis a Ian Stokes | 1. září 2014      | 22. července 2015   |
| 60           | 12        | Smoke & Mirrors       | Klam a zmatek    | Russell Mulcahy   | Jeff Davis              | 8. září 2014      | 22. července 2015   |

### Pátá řada (2015–2016)
Výkonný producent Jeff Davis při červencovém Comic-Conu 2014 oznámil přípravu další 20dílné řady, skládající se opět ze dvou částí podobně jako 3. řada. Dylan Sprayberry, který se nově objevil ve 4. řadě, se měl podle oznámení stát jednou z hlavních postav. Natáčení bylo zahájeno 9. února 2015. Dvoudílná premiéra řady byla ohlášena na 29. a 30. června téhož roku.

#### První část (2015)
| Č. v seriálu | Č. v řadě | Původní název          | Český název        | Režie           | Scénář                          | Premiéra v USA    | Premiéra v ČR (AXN) |
| ------------ | --------- | ---------------------- | ------------------ | --------------- | ------------------------------- | ----------------- | ------------------- |
| 61           | 1         | Creatures of the Night | Bytosti noci       | Russell Mulcahy | Jeff Davis                      | 29. června 2015   | 14. července 2016   |
| 62           | 2         | Parasomnia             | Parasomnie         | Tim Andrew      | Jeff Davis                      | 30. června 2015   | 15. července 2016   |
| 63           | 3         | Dreamcatchers          | Lovci snů          | Russell Mulcahy | Talia Gonzalez a Bisanne Masoud | 6. července 2015  | 18. července 2016   |
| 64           | 4         | Condition Terminal     | Smrtelný stav      | Bronwen Hughes  | Jeff Davis a Ian Stokes         | 13. července 2015 | 19. července 2016   |
| 65           | 5         | A Novel Approach       | Románový přístup   | Tim Andrew      | Angela L. Harvey                | 20. července 2015 | 20. července 2016   |
| 66           | 6         | Required Reading       | Povinná četba      | Alice Troughton | Jeff Davis a Ian Stokes         | 27. července 2015 | 22. července 2016   |
| 67           | 7         | Strange Frequencies    | Podivné frekvence  | Russell Mulcahy | Angela L. Harvey                | 3. srpna 2015     | 22. července 2016   |
| 68           | 8         | Ouroboros              | Uroburus           | David Daniel    | Will Wallace                    | 10. srpna 2015    | 25. července 2016   |
| 69           | 9         | Lies of Omission       | Milosrdné lži      | Tim Andrew      | Eric Wallace                    | 17. srpna 2015    | 26. července 2016   |
| 70           | 10        | Status Asthmaticus     | Status Asthmaticus | Russell Mulcahy | Jeff Davis a Ian Stokes         | 24. srpna 2015    | 27. července 2016   |

#### Druhá část (2016)
| Č. v seriálu | Č. v řadě | Původní název             | Český název           | Režie            | Scénář                 | Premiéra v USA | Premiéra v ČR (AXN) |
| ------------ | --------- | ------------------------- | --------------------- | ---------------- | ---------------------- | -------------- | ------------------- |
| 71           | 11        | The Last Chimera          | Poslední Chiméra      | Russell Mulcahy  | Jeff Davis             | 5. ledna 2016  | 28. července 2016   |
| 72           | 12        | Damnatio Memoriae         | Zatracení paměti      | Tim Andrew       | Brian Steve            | 12. ledna 2016 | 29. července 2016   |
| 73           | 13        | Codominance               | Codominance           | Jennifer Lynch   | Will Wallace           | 19. ledna 2016 | 1. srpna 2016       |
| 74           | 14        | The Sword and the Spirit  | Meč a duch            | Kate Eastridge   | Angela L. Harvey       | 26. ledna 2016 | 2. srpna 2016       |
| 75           | 15        | Amplification             | Zesílení              | Russell Mulcahy  | Lindsay Jewett Sturman | 2. února 2016  | 3. srpna 2016       |
| 76           | 16        | Lie Ability               | Riziko                | Russell Mulcahy  | Eric Wallace           | 9. února 2016  | 4. srpna 2016       |
| 77           | 17        | A Credible Threat         | Uvěřitelná hrozba     | Tim Andrew       | Jeff Davis             | 16. února 2016 | 5. srpna 2016       |
| 78           | 18        | Maid of Gevaudan          | Gevaudanská panna     | Joseph P. Genier | Jeff Davis             | 23. února 2016 | 8. srpna 2016       |
| 79           | 19        | The Beast of Beacon Hills | Bestie z Beacon Hills | Tim Andrew       | Eric Wallace           | 1. března 2016 | 9. srpna 2016       |
| 80           | 20        | Apotheosis                | Apoteóza              | Russell Mulcahy  | Jeff Davis             | 8. března 2016 | 10. srpna 2016      |

### Šestá řada (2016–2017)

#### První část (2016)
| Č. v seriálu | Č. v řadě | Původní název       | Český název           | Režie            | Scénář                                    | Premiéra v USA     | Premiéra v ČR (Netflix) |
| ------------ | --------- | ------------------- | --------------------- | ---------------- | ----------------------------------------- | ------------------ | ----------------------- |
| 81           | 1         | Memory Lost         | Ztracené vzpomínky    | Tim Andrew       | Lindsay Jewett Sturman                    | 15. listopadu 2016 | vysíláno                |
| 82           | 2         | Superposition       | Superpozice           | JD Taylor        | Mark H. Kruger                            | 22. listopadu 2016 | vysíláno                |
| 83           | 3         | Sundowning          | Syndrom západu slunce | David Daniel     | Will Wallace                              | 29. listopadu 2016 | vysíláno                |
| 84           | 4         | Relics              | Pozůstatky            | Tim Andrew       | Eric Wallace                              | 6. prosince 2016   | vysíláno                |
| 85           | 5         | Radio Silence       | Bez signálu           | Russell Mulcahy  | Ross Maxwell                              | 13. prosince 2016  | vysíláno                |
| 86           | 6         | Ghosted             | Přízraky              | Russell Mulcahy  | Angela L. Harvey                          | 3. ledna 2017      | vysíláno                |
| 87           | 7         | Heartless           | Bezcitnost            | Kate Eastridge   | Antoinette Stella                         | 10. ledna 2017     | vysíláno                |
| 88           | 8         | Blitzkrieg          | Blitzkrieg            | Joseph P. Genier | Will Wallace                              | 17. ledna 2017     | vysíláno                |
| 89           | 9         | Memory Found        | Vzpomínky se vracejí  | Tim Andrew       | Mark H. Kruger a Antoinette Stella        | 24. ledna 2017     | vysíláno                |
| 90           | 10        | Riders on the Storm | Riders on the Storm   | Russell Mulcahy  | Lindsay Jewett Sturman a Joseph P. Genier | 31. ledna 2017     | vysíláno                |

#### Druhá část (2017)
| Č. v seriálu | Č. v řadě | Původní název              | Český název           | Režie            | Scénář                 | Premiéra v USA    | Premiéra v ČR (Netflix) |
| ------------ | --------- | -------------------------- | --------------------- | ---------------- | ---------------------- | ----------------- | ----------------------- |
| 91           | 11        | Said the Spider to the Fly | Jak řekl pavouk mouše | Russell Mulcahy  | Adam Karp              | 30. července 2017 | vysíláno                |
| 92           | 12        | Raw Talent                 | Skrytý talent         | Tim Andrew       | Brian Millikin         | 6. srpna 2017     | vysíláno                |
| 93           | 13        | After Images               | Paobrazy              | Tyler Posey      | Angela L. Harvey       | 13. srpna 2017    | vysíláno                |
| 94           | 14        | Face-to-Faceless           | Bez tváře             | Linden Ashby     | Will Wallace           | 20. srpna 2017    | vysíláno                |
| 95           | 15        | Pressure Test              | Tlaková zkouška       | Tim Andrew       | Jennifer Quintenz      | 20. srpna 2017    | vysíláno                |
| 96           | 16        | Triggers                   | Co tě žere            | Eric Wallace     | Eric Wallace           | 3. září 2017      | vysíláno                |
| 97           | 17        | Werewolves of London       | Vlkodlaci z Londýna   | Russell Mulcahy  | Kyle Steinbach         | 10. září 2017     | vysíláno                |
| 98           | 18        | Genotype                   | Genotyp               | Joseph P. Genier | Joseph P. Genier       | 17. září 2017     | vysíláno                |
| 99           | 19        | Broken Glass               | Křišťálová noc        | Tim Andrew       | Lindsay Jewett Sturman | 17. září 2017     | vysíláno                |
| 100          | 20        | The Wolves of War          | Váleční psi           | Russell Mulcahy  | Jeff Davis             | 24. září 2017     | vysíláno                |